# Липовский, Мирослав
Мирослав Липовский (словац. Miroslav Lipovský; род. 19 ноября 1976 года, Скалица, Чехословакия) — бывший словацкий хоккеист, игравший на позиции вратаря.

## Карьера
Воспитанник хоккейной школы ХК 36 Скалица». Выступал за ХК «36 Скалица», МсХК «Жилина», ХК «32 Липтовски Микулаш», «Нефтяник» (Лениногорск), ХК «Нитра», ХК «Кошице», ХК «Попрад».
В составе национальной сборной Словакии провел 16 матчей; участник чемпионата мира 2000.

## Достижения
- Серебряный призер чемпионата мира (2000)
- Чемпион Словакии (2006, 2009), серебряный призер (2011).